# Куттери типу «Ледженд»
Куттери типу «Ледженд» — найбільший активний клас патрульних куттерів берегової охорони США. Призначені для забезпечення національної безпеки, охорони територіальних вод, захисту рибальських промислів і навколишнього середовища, проведення пошуково-рятувальних операцій, надання допомоги потерпілим. Куттери даного класу, після введення в експлуатацію, повинні замінити застарілі куттери типу «Hamilton».
Кораблі Берегової оборони США класифікуються як куттери – кораблі з високим та середнім рівнем автономності (WMHC / WMEC), на відміну від прибережних і рейдових катерів. Українським еквівалентом є прикордонний сторожовий корабель (ПСКР).
Будівництво і випробування куттерів типу «Ледженд» здійснює компанія «Northrop Grumman Shipbuilding». Компанія «Lockheed Martin» виконує роботи по оснащенню кораблів системами командування, бойового управління, зв'язку, комп'ютеризації, збору інформації, спостереження і розвідки C4ISR.

## Перелік кораблів проєкту
| Корабель | Номер корпусу | Будівельник                      | Закладено             | Спущено на воду        | Введено в експлуатацію | Домашній порт               | Статус               |
| -------- | ------------- | -------------------------------- | --------------------- | ---------------------- | ---------------------- | --------------------------- | -------------------- |
| Bertholf | WMSL-750      | Ingalls Shipbuilding, Pascagoula | 29 квітня 2005 р      | 29 вересня 2006 р      | 4 серпня 2008 р        | Аламіда, Каліфорнія         | Активний на службі   |
| Waesche  | WMSL-751      | Ingalls Shipbuilding, Pascagoula | 11 вересня 2006 р     | 12 липня 2008 р        | 7 травня 2010 р        | Аламіда, Каліфорнія         | Активний на службі   |
| Stratton | WMSL-752      | Ingalls Shipbuilding, Pascagoula | 20 липня 2009 р       | 23 липня 2010 р        | 31 квітня 2012 р       | Аламіда, Каліфорнія         | Активний на службі   |
| Hamilton | WMSL-753      | Ingalls Shipbuilding, Pascagoula | 5 вересня 2012 р      | 10 серпня 2013 р       | 6 грудня 2014 року     | Чарлстон, Південна Кароліна | Активний на службі   |
| James    | WMSL-754      | Ingalls Shipbuilding, Pascagoula | 17 травня 2013 р      | 3 травня 2014 р        | 8 серпня 2015 року     | Чарлстон, Південна Кароліна | Активний на службі   |
| Munro    | WMSL-755      | Ingalls Shipbuilding, Pascagoula | 5 листопада 2014 року | 12 вересня 2015 року   | 1 квітня 2017 р        | Аламіда, Каліфорнія         | Активний на службі   |
| Kimball  | WMSL-756      | Ingalls Shipbuilding, Pascagoula | 4 березня 2016 р      | 17 грудня 2016 року    | 24 серпня 2019 р       | Гонолулу, HI                | Активний на службі   |
| Midgett  | WMSL-757      | Ingalls Shipbuilding, Pascagoula | 30 січня 2017 р       | 22 листопада 2017 року | 24 серпня 2019 р       | Гонолулу, HI                | Активний на службі   |
| Stone    | WMSL-758      | Ingalls Shipbuilding, Pascagoula | 14 вересня 2018 р     | 4 жовтня 2019 р        | 19 березня 2021 р      | Чарлстон, Південна Кароліна | Активний на службі   |
| Calhoun  | WMSL-759      | Ingalls Shipbuilding, Pascagoula | 23 липня 2021 р       |                        |                        | Чарлстон, Південна Кароліна | В стадії будівництва |
| Friedman | WMSL-760      | Ingalls Shipbuilding, Pascagoula | 13 травня 2021 р      |                        |                        | Чарлстон, Південна Кароліна | На замовлення        |